# Thor, Iowa
Thor là một thành phố thuộc quận Humboldt, tiểu bang Iowa, Hoa Kỳ. Năm 2010, dân số của thành phố này là 186 người.

## Dân số
Dân số qua các năm:
- Năm 2000: 174 người.
- Năm 2010: 186 người.